# 4. pehotni polk (Italija)
4. pehotni polk Piemonte je bil pehotni polk (Kraljeve) Italijanske kopenske vojske.

## Zgodovina
Med prvo italijansko osamosvojitveno vojno je polk sodeloval v bitki pri Novari (1849). Med letoma 1915 in 1918 je bil polk nastanjen na italijanski fronti. 
Med drugo svetovno vojno je polk deloval (1940-43) v Grčiji.